# Ese-lolifox
Ese-Lolifox（えせ・ろりふぉっくす）はlolifoxから派生した32Bit版Windows用のウェブブラウザである。

## 特徴
Firefox2系をベースにしていたlolifoxとは違い、Ese-LolifoxはFirefox3.5系をベースにしている。
独自にlibpngや証明書に関するセキュリティパッチが適用されている。
解凍したファイルをUSBメモリー等にコピーする事で持ち歩くことも可能である。

## 注意点
Firefox3.5系をベースにしているためセキュリティ面でlolifox純正版より期待できるが、Firefox3.5系の最新版からは遅れがちになってしまうのでlolifox純正版と同様にセキュリティに気を付けて利用する必要がある。